# عبودية الدين في كيدربور

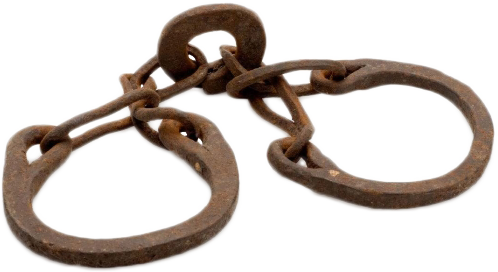

عبودية الدين في كيدربور بالانجليزية "Chukri System"، هو مصطلح يشير إلى عبودية الدين أو نظام العمل القسري، وجد في كيديربور "Kidderpore" وأجزاء أخرى من ولاية البنغال الغربية، وبموجب هذا النظام يمكن إرغام المرأة على ممارسة البغاء من أجل تسديد الديون، وهي تعمل عمومًا دون أجر لمدة سنة أو أكثر من أجل سداد ديون مفترضة لمالك بيت الدعارة مقابل الطعام والملابس والمكياج ومصاريف المعيشة.

ويخلق هذا النظام قوة عاملة من الناس المستعبدين فعلياً لدائنيهم، ويشكل أحد الأسباب الرئيسية لدخول المرأة إلى تجارة الجنس، ويزدهر النظام في المقام الأول في ولاية البنغال الغربية أو كولكاتا، ويستخدم هذا النظام أيضا في بنغلاديش.